# Baryscapus malacosomae
Baryscapus malacosomae är en stekelart som först beskrevs av Girault 1917.  Baryscapus malacosomae ingår i släktet Baryscapus och familjen finglanssteklar. Inga underarter finns listade.